# Alex Kapranos

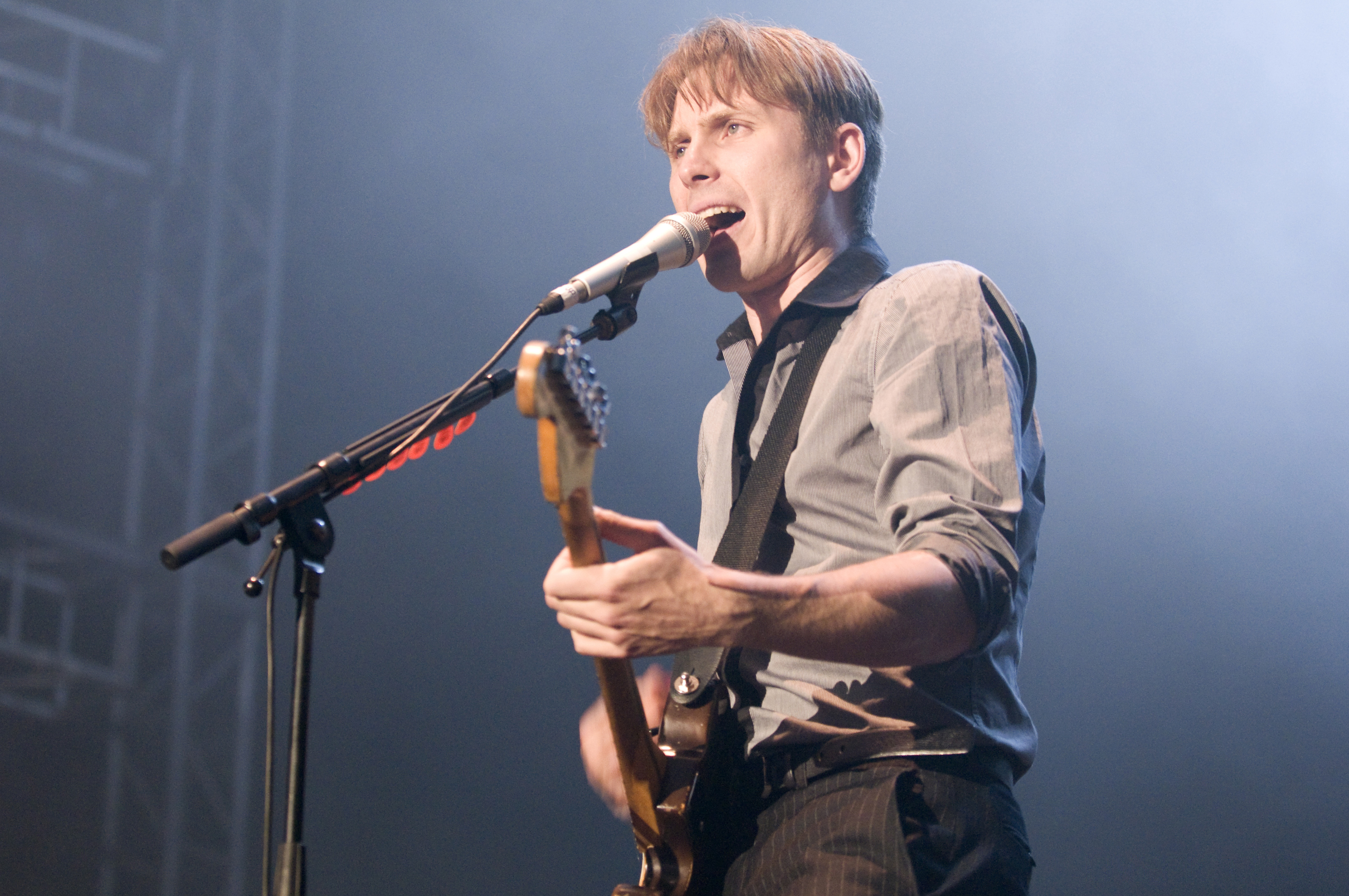
Alex Kapranos

Alexander „Alex“ Paul Kapranos Huntley (* 20. März 1972 in Almondsbury, South Gloucestershire, England) ist Sänger und Komponist der schottischen Band Franz Ferdinand.

## Werdegang
Alex Kapranos wurde als Sohn eines griechischen Vaters und einer englischen Mutter geboren. Er verbrachte seine Kindheit in South Shields und Sunderland, bevor er in den 80er Jahren nach Edinburgh zog. Als er nach Glasgow kam, um englische Literatur zu studieren, benutzte er den Nachnamen Huntley, den Geburtsnamen seiner Mutter. Erst im Jahr 2001 änderte er seinen Familiennamen wieder in Kapranos. Bevor er professioneller Musiker wurde, arbeitete Kapranos unter anderem als Englischlehrer und als Koch.
Kaum in Glasgow angekommen, mischte sich Alex Kapranos in die Musikszene. Während der 1990er arbeitete er hinter der Bar The 13th Note, wo er auf den Kunststudenten Robert Hardy traf, und fing an, im Kazoo Club und dem 99p Club Auftritte zu promoten.
Alex Kapranos spielte in mehreren Gruppen, als Sänger und Gitarrist bei The Blisters, die sich später in The Karelia umbenannten und 1997 ein Album veröffentlichten, Divorce at High Noon. Nach dem Ende von The Karelia spielte Kapranos Bass bei der Glasgower Szeneband The Yummy Fur, wo er den Schlagzeuger Paul Thomson traf. 1998 war es dann auch mit dem Yummy Fur vorbei, aber Kapranos blieb mit Thomson in Kontakt.
Als er ein paar Jahre später wieder auf die Idee kam, eine Band zu gründen, holte Kapranos seine Freunde Robert Hardy und Paul Thomson an Bord, zusammen mit Nick McCarthy, den er auf einer Party kennenlernte, war die Besetzung für Franz Ferdinand komplett.
Während Kapranos 2005 und 2006 mit Franz Ferdinand tourte, schrieb er für den Guardian regelmäßig Kolumnen über das Essen auf Tour. Die Kolumnen wurden Ende 2006 in Großbritannien auch in Buchform veröffentlicht. Die deutsche Übersetzung folgte im Jahr 2007.
Kapranos Stimme kann am besten als sehr bewegungsfähiger Bariton beschrieben werden, mit fließendem Übergang in Höhen und Kraft in den Tiefen. 

## Werke
- Sound Bites. Essen auf Tour mit Franz Ferdinand. Kiepenheuer & Witsch, Köln 2007. ISBN 978-3-462-03788-3.